# The Chronological Classics: Louis Armstrong and His Orchestra 1937-1938
| Recensione | Giudizio |
| ---------- | -------- |
| AllMusic   | [ 1 ]    |

The Chronological Classics: Louis Armstrong and His Orchestra 1937-1938 è un Compilation del trombettista e cantante jazz statunitense Louis Armstrong, pubblicato dall'etichetta discografica francese Classics Records nel 1990.

## Tracce
1. In the Shade of the Old Apple Tree – 2:17 (Harry Williams, Egbert Van Alstyne) – Registrato il 29 giugno 1937 a New York
2. The Old Folks at Home – 2:21 (Stephen Foster) – Registrato il 29 giugno 1937 a New York
3. Public Melody Number One – 3:10 (Ted Koehler, Harold Arlen) – Registrato il 2 luglio 1937 a New York
4. Yours and Mine – 2:40 (Johnny Burke, Steve Nelson) – Registrato il 2 luglio 1937 a New York
5. Red Cap – 3:08 (Ben Hecht Louis Armstrong) – Registrato il 7 luglio 1937 a New York
6. She's the Daughter of a Planter from Havana – 3:17 (Sammy Cahn, Saul Chaplin) – Registrato il 7 luglio 1937 a New York
7. Alexander's Ragtime Band – 2:34 (Irving Berlin) – Registrato il 7 luglio 1937 a New York
8. Cuban Pete – 3:06 (Joseph Norman) – Registrato il 7 luglio 1937 a New York
9. I've Got a Heart Full of Rhythm – 3:08 (Horace Gerlach, Louis Armstrong) – Registrato il 7 luglio 1937 a New York
10. Sun Showers – 2:40 (Arthur Freed, Nacio Herb Brown) – Registrato il 7 luglio 1937 a New York
11. Once in a While – 3:07 (Bud Green, Michael Edwards) – Registrato il 15 novembre 1937 a Los Angeles, California
12. On the Sunny Side of the Street – 2:55 (Dorothy Fields, Jimmy McHugh) – Registrato il 15 novembre 1937 a Los Angeles, California
13. Satchel Mouth Swing – 2:35 (Harry Williams, Louis Armstrong) – Registrato il 12 gennaio 1938 a Los Angeles, California
14. Jubilee – 2:35 (Stanley Adams, Hoagy Carmichael) – Registrato il 12 gennaio 1938 a Los Angeles, California
15. Struttin' with Some Barbecue – 2:56 (Lil Hardin Armstrong) – Registrato il 12 gennaio 1938 a Los Angeles, California
16. The Trumpet Player's Lament – 2:53 (Johnny Burke, James Vincent Monaco) – Registrato il 12 gennaio 1938 a Los Angeles, California
17. I Double Dare You – 2:55 (Terry Shand, Jimmy Eaton) – Registrato il 12 gennaio 1938 a Los Angeles, California
18. True Confession – 3:04 (Sam Coslow, Frederick Hollander) – Registrato il 12 gennaio 1938 a Los Angeles, California
19. Let That Be a Lesson to You – 2:33 (Johnny Mercer, Richard Whiting) – Registrato il 12 gennaio 1938 a Los Angeles, California
20. Sweet as a Song – 3:04 (Mack Gordon, Harry Revel) – Registrato il 12 gennaio 1938 a Los Angeles, California
21. So Little Time (So Much to Do) – 2:42 (William Hill, Peter De Rose) – Registrato il 13 maggio 1938 a New York
22. Mexican Swing – 2:37 (Terry Shand) – Registrato il 13 maggio 1938 a New York
23. As Long as You Live, You'll Be Dead If You Die – 2:13 (Bernie Hannighen) – Registrato il 13 maggio 1938 a New York
24. When the Saints Go Marching In – 2:42 (Tradizionale) – Registrato il 13 maggio 1938 a New York

## Musicisti
In the Shade of the Old Apple Tree / The Old Folks at Home

(Louis Armstrong with the Mills Brothers)
- Louis Armstrong - tromba, voce
- Harry Mills - voce baritono
- Herbert Mills - voce tenore
- Donald Mills - voce tenore
- John Mills, Sr. - contrabbasso, chitarra

Public Melody Number One / Yours and Mine / Red Cap / She's the Daughter of a Planter from Havana / Alexander's Ragtime Band / Cuban Pete / I've Got a Heart Full of Rhythm / Sun Showers

(Louis Armstrong and His Orchestra)
- Louis Armstrong - tromba, voce
- Shelton Hemphill - tromba
- Louis Bacon - tromba
- Henry Allen - tromba
- George Matthews - trombone
- George Washington - trombone
- J.C. Higginbotham - trombone
- Pete Clark - sassofono alto
- Charlie Holmes - sassofono alto
- Albert Nicholas - clarinetto, sassofono tenore
- Bingie Madison - clarinetto, sassofono tenore
- Luis Russell - pianoforte
- Lee Blair - chitarra
- Pops Foster - contrabbasso
- Paul Barbarin - batteria

Once in a While / On the Sunny Side of the Street
- Louis Armstrong - tromba
- Louis Armstrong - voce (brano: Once in a While)
- J.C. Higginbotham - trombone
- Charlie Holmes - sassofono alto
- Bingie Madison - clarinetto, sassofono tenore
- Luis Russell - pianoforte
- Lee Blair - chitarra
- Red Callender - contrabbasso
- Paul Barbarin - batteria

Satchel Mouth Swing / Jubilee / Struttin' with Some Barbecue / The Trumpet Player's Lament / I Double Dare You / True Confession / Let That Be a Lesson to You / Sweet as a Song

(Louis Armstrong and His Orchestra)
- Louis Armstrong - tromba
- Louis Armstrong - voce (eccetto brano: Struttin' with Some Barbecue)
- Shelton Hemphill - tromba
- Louis Bacon - tromba
- Henry Allen - tromba
- Wilbur de Paris - trombone
- George Washington - trombone
- J.C. Higginbotham - trombone
- Pete Clark - sassofono alto
- Charlie Holmes - sassofono alto
- Albert Nicholas - clarinetto, sassofono tenore
- Bingie Madison - clarinetto, sassofono tenore
- Luis Russell - pianoforte
- Lee Blair - chitarra
- Pops Foster - contrabbasso
- Paul Barbarin - batteria
- Chappie Willet - arrangiamenti (solo nel brano: Struttin' with Some Barbecue)

So Little Time (So Much to Do) / Mexican Swing / As Long as You Live, You'll Be Dead If You Die / When the Saints Go Marching In

(Louis Armstrong and His Orchestra)
- Louis Armstrong - tromba, voce
- Shelton Hemphill - tromba
- J.C. Higginbotham - trombone
- Rupert Cole - clarinetto, sassofono alto
- Charlie Holmes - sassofono alto
- Bingie Madison - clarinetto, sassofono tenore
- Luis Russell - pianoforte, arrangiamenti
- Lee Blair - chitarra
- Red Callender - contrabbasso
- Paul Barbarin - batteria[2]